# Gle Alue Sadot
Gle Alue Sadot är en kulle i Indonesien.   Den ligger i provinsen Aceh, i den västra delen av landet, 1 700 km nordväst om huvudstaden Jakarta. Toppen på Gle Alue Sadot är 119 meter över havet.
Terrängen runt Gle Alue Sadot är kuperad åt nordost, men åt sydväst är den platt.Runt Gle Alue Sadot är det glesbefolkat, med 18 invånare per kvadratkilometer. I omgivningarna runt Gle Alue Sadot växer i huvudsak städsegrön lövskog.